# Хайнекен, Фредди
Альфред Генри «Фредди» Хайнекен (нидерл. Alfred Henry "Freddy" Heineken; 4 ноября 1923 — 3 января 2002) — голландский бизнесмен, председатель совета директоров и исполнительный директор (CEO) пивоваренной компании Heineken International с 1971 по 1989 г. После ухода с постов председателя совета директоров и CEO оставался членом совета директоров компании вплоть до своей смерти в 2002 году. На момент своей смерти Альфред Хейнекен был одним из богатейших людей Нидерландов с состоянием в 9,5 миллиарда голландских гульденов.

## Биография

#### Ранние годы
Альфред Генри Хайнекен родился 4 ноября 1923 года в Амстердаме. Он был внуком Жерара Адриана Хайнекена, основавшего пивоваренный завод в 1864 году.
Он поступил 1 июня 1941 года на службу в компанию Heineken, которая на тот момент не принадлежала семье, а спустя несколько лет выкупил акции и семья Хайнекен вновь стала контролировать компанию. Он создал Heineken Holding, которая владела 50,005 % от Heineken International, лично держал контрольный пакет акций Heineken Holding. К моменту своей отставки с поста председателя правления в 1989 году он превращает Heineken из бренда, который был известен только в Нидерландах, в мировой бренд.

#### Личная жизнь
Фредди Хайнекен был женат на Люсиль Каммингс, американке из семьи виноделов штата Кентукки. Позже их дочь Шарлин де Карвальо-Хайнекен унаследовала всё его состояние. Хайнекен умер 3 января 2002 года в присутствии его семьи от пневмонии в своём доме в Нордвике. Похоронен в Нордвике.
Альфред Хайнекен был членом Народной партии за свободу и демократию (VVD).

#### Похищение
Фредди Хайнекен и его водитель Эб Додерер были похищены в 1983 году и освобождены за выкуп в 35 миллионов голландских гульденов (сегодня это около 16 миллионов евро). Полиция смогла вернуть только 4, остальные деньги были растрачены или спрятаны бандой похитителей.
Похитители Кор ван Хаут, Виллем Холлеедер, Ян Белльаард, Франц Майер и Мартин Эркампс в конечном итоге были пойманы и получили длительные тюремные сроки от 8 до 12 лет.
До экстрадиции в Нидерланды ван Хаут и Холлеедер три года находились во Франции, сначала в бегах, потом в тюрьме, а затем, в ожидании изменения договора об экстрадиции, под домашним арестом, и, наконец, снова уже в голландской тюрьме. Отсидев в тюрьме положенный срок, вышли на свободу в 1991 году и возглавили преступный мир Амстердама. Кор ван Хаут был убит на улице неизвестным в январе 2003 года.
Белльаард был осуждён на 12 лет, предпринимал безуспешную попытку вооружённого группового побега, освобождён, тем не менее, в 1991 году. Через четыре года вновь был осуждён на 12 лет за убийство таможенника при попытке провоза наркотиков.
Майер был помещён в психиатрическую лечебницу, но вскоре бежал и до 1995 года жил в Парагвае, пока он не был обнаружен журналистом Петером де Врисом, и там же заключён в тюрьму. В 2003 году экстрадирован и переведён в голландскую тюрьму. Освобождён в 2005 году, и вернулся к семье в Парагвай.
Эркампс был младшим из всей банды и получил минимальный срок в 8 лет. В 1996 снова был арестован в Испании и осуждён на 3 года за перевозку крупной партии наркотиков.

## В популярной культуре
По мотивам похищения Фредди Хайнекена было снято два фильма. Первый фильм, «Похищение Хайнекена» (De Heineken ontvoering) вышел на экраны в октябре 2011 года. В роли Фредди Хайнекена снялся Рутгер Хауэр.
Второй фильм «Похищение Фредди Хайнекена» вышел в прокат в феврале 2015 года. Фредди Хайнекена сыграл Энтони Хопкинс.